# Бербаум, Лудгер
Лудгер Бербаум (нем. Ludger Beerbaum; род. 26 августа 1963, Детмольд, Северный Рейн-Вестфалия) — немецкий конник, участвовал в соревнованиях по конкуру, многократно признавался лучшим конкуристом в мире по версии Международной федерации конного спорта. Четырёхкратный чемпион Олимпийских игр в командных и индивидуальных соревнованиях.

## Биография
Родился в Детмольде, Северный Рейн-Вестфалия, был старшим из четырёх детей. В университете изучал экономику, но в конце концов бросил его ради карьеры в конкуре.
В возрасте восьми лет начал кататься на пони породы Хайленд. Он сделал очень успешную юношескую карьеру конника. Среди его самых значимых профессиональных достижений четыре олимпийских золота (первое в 25 лет) и две бронзы, а также многочисленные медали чемпионатов Европы и мира. В частности, в 2008 году в составе команды Германии выиграл Суперлигу Samsung, а также стал лучшим конником турнира.
На Олимпийских играх 2004 года на лошади Голдфевер сумел финишировать, набрав всего четыре штрафных очка, что помогло Германии заработать командную золотую медаль. Однако после соревнований Голдфевер сдал положительный тест на запрещённое вещество бетаметазон. Международная федерация конного спорта признала Бербаума виновным в нарушении правил, лишив его и его немецкую команду медалей и опустив Германию до бронзы. Бербаум полагал, что это вещество присутствовало в мази, которую прописали лошади из-за раздражения кожи, и федерация согласилась, что это вещество не даёт никаких конкурентных преимуществ. Однако по правилу Бербаум был дисквалифицирован. Затем золотая медаль сборной Германии была отдана американцам, а серебро — сборной Швеции. Однако немцы всё же смогли взять бронзовую медаль даже без результатов Бербаума.
Женат на Арунделл Дэвисон, от которой у него две дочери (Сесилия Софи и Матильда). От предыдущего брака у него есть сын Александр.
Также является шурином Мередит Майклс-Бербаум.